# George Hainsworth
George Hainsworth (* 26. Juni 1895 in Toronto, Ontario; † 9. Oktober 1950) war ein kanadischer Eishockeytorwart, der von 1926 bis 1937 für die Montréal Canadiens und Toronto Maple Leafs in der National Hockey League spielte.

## Karriere
Seine Karriere begann er in Berlin, dem späteren Kitchener. 1923 wechselte er als Profi zu den Saskatoon Crescents in die Western Canada Hockey League. 
Auf Empfehlung von Newsy Lalonde hatten die Montréal Canadiens Interesse an ihm und am 23. August 1926 unterschrieb er dort einen Vertrag. Bei seinem Debüt in der NHL war Hainsworth schon 31 Jahre alt. Der kleine Mann füllte bei den Canadiens die Lücke, die Georges Vezina hinterlassen hatte. In seinen ersten drei Jahren gewann er die Vezina Trophy, stand aber häufig auch im Schatten der anderen Torhüter seiner Zeit. Schuld daran war seine unspektakuläre Spielweise. Wo andere Torhüter wie Charlie Gardiner mit Paraden brillierten stand George einfach nur am richtigen Platz und schien mühelos die Schüsse abzuwehren. Mit dieser Art war er eher der Spielverderber, während andere zu Publikumslieblingen avancierten. In der Saison 1928/29 verdarb er seinen Gegenspielern das Spiel, als er in 22 von 44 Spielen kein Gegentor zuließ. Bis heute hat es kein anderer Torwart auf mehr als 15 Shutouts gebracht, obwohl fast doppelt so viele Spiele pro Saison gespielt werden. 1930 und 1931 gewann er zweimal den Stanley Cup. Im Tausch für Lorne Chabot wechselte er 1933 zu den Toronto Maple Leafs. Auch hier war er ein Meister seines Fachs. Als man zur Saison 1936/37 entschied auf den jungen Turk Broda zu setzen kehrte er noch einmal für vier Spiele zu den Montreal Canadiens zurück, bevor er seine aktive Karriere beendete.
1961 wurde er mit der Aufnahme in die Hockey Hall of Fame geehrt.

## Sportliche Erfolge
- Allan Cup: 1918
- Stanley Cup: 1930 und 1931

### Persönliche Auszeichnungen
- Vezina Trophy: 1927, 1928 und 1929

## Rekorde
- 22 Shutouts in einer Saison (1928/29).
- 270:08 Minuten ohne Gegentor in den Playoffs (1930)